# IJmuider Courant
Der IJmuider Courant ist eine niederländische Regionalzeitung mit Redaktionssitz im nordholländischen IJmuiden. Herausgeber der Zeitung ist HDC Media, wo mit De Gooi- en Eemlander, Haarlems Dagblad, Leidsch Dagblad und Noordhollands Dagblad weitere Regionalzeitungen erscheinen. Der IJmuider Courant ist die kleinste Regionalzeitung der Niederlande und derzeit die einzige, deren Auflage nicht vom Oplage Instituut gemessen wird. Nach den neuesten, jedoch etwas schwankenden Angaben Dritter beträgt die derzeitige Auflage etwa 7.000 Exemplare. Die Chefredakteure sind Geert ten Dam und Jan Geert Majoor.

## Geschichte
Die beiden Vorläufer des IJmuider Courant sind das Gratis Advertentieblad voor IJmuiden, de Heide, Velsen en Omstreken, das im Januar 1896 zum ersten Mal erschien, und Vraag en Aanbod, das im September 1904 auf den Markt gebracht wurde. Ersteres wurde 1906 von P.F.C. Roelse übernommen, der die Unterüberschrift "IJmuider Courant" hinzufügte. Auf Vorschlag verschiedener IJmuider Honoratioren schlossen sich die Herausgeber beider Zeitungen zusammen und gründeten den IJmuider Courant als gemeinschaftliche Nachfolgezeitung. Er erschien ab 1916 zunächst mittwochs und samstags. Nach einigen Jahren hatte das Blatt 2.300 Abonnenten.
Der Oprechte Haarlemsche Courant und das Haarlem's Dagblad brachten seit 1926 bzw. 1931 Lokalausgaben für IJmuiden heraus und verschärften somit die Konkurrenz erheblich. Der IJmuider Courant sah sich angesichts dessen zu Sonderaktionen gezwungen, so bot sie eine Unfallversicherung in Verbindung mit einem Abonnement an. Schlussendlich half dies nichts, der ruinöse Preiskampf im Anzeigenmarkt führte schließlich dazu, dass die IJmuider Courant von dem Haarlem's Dagblad übernommen wurde.
Während des Zweiten Weltkriegs zwangen die deutschen Besatzer den IJmuider Courant 1942 dazu, mit der anderen örtlichen Zeitung Dagblad zusammenzugehen, im Übrigen galt dasselbe für die einst erbitterten Konkurrenten Oprechte Haarlemsche Courant und Haarlem's Dagblad, übrig blieb allein der Name der Letzteren. Am 1. Januar 1992 fusionierte der Herausgeber des Haarlems Dagblad (nach dem Krieg ohne Apostroph) und des IJmuider Courant, Damiate, mit dem Herausgeber des Noordhollands Dagblad, VND, zum neuen Herausgeber HDC Media.